# 古山師胤
古山 師胤（ふるやま もろたね、生没年不詳）とは、江戸時代の浮世絵師。

## 来歴
古山師重の門人。画姓に菱川または古山を称す。作画期は享保から寛保の頃にかけてとされ、漆絵と肉筆画の作が残る。画風は緻密繊細で華麗な色彩感があると評されている。

## 作品
- 「二代目三条勘太郎の八百屋お七」　細判漆絵
- 「喫煙美人図」　紙本着色　※「菱川師胤圖」の落款、「師胤」の白文方印あり
- 「二美人図」　紙本着色　※「菱川師胤圖」の落款、「師胤」の白文方印あり
- 「見立女三の宮図」　紙本着色　出光美術館所蔵　※「菱川師胤圖」の落款、「師胤」の白文重郭方印あり
- 「立姿美人図」　紙本着色　出光美術館所蔵
- 「男女図」（中村竹三郎・三浦屋小紫図）　双幅、絹本着色　千葉市美術館所蔵　※左幅（男）に「逢ことを　まちし月日の　程よりも　けふのくれこそ　ひさしかりけり」の賛と「日本繪菱川師胤圖」の落款、右幅（女）に「ながれの身　もん似あわしき　はないかだ」の賛と「大和繪菱川師胤圖」の落款あり。印章はいずれも「師胤」の白文方印。
- 「時雨西行」　絹本着色　光記念館所蔵　※「師胤」の朱文方印あり（落款なし）。那須ロイヤル美術館（小針コレクション）旧蔵